# Morgade (Montalegre)
Morgade es una freguesia portuguesa del concelho de Montalegre, con 20,95 km² de superficie y 275 habitantes (2001). Su densidad de población es de 13,1 hab/km².